# Mearim (1858)
La  Mearim fue un cañonera a vapor de la Marina del Imperio del Brasil que sirvió en la Guerra de la Triple Alianza.

## Historia
Buque mixto (vela y vapor) con casco acorazado, era impulsado por una máquina de vapor con una potencia de 100 HP que impulsaban una única hélice. 45,72 m de eslora, 7,01 m de manga, 2,28 m de puntal y 415 t de desplazamiento. Montaba 4 cañones de a 32 libras en batería y 2 de a 68 libras en cureñas separadas.
La Mearim, primer navío en llevar ese nombre en homenaje al homónimo río de Maranhão (río Mearim), fue construida en Inglaterra junto a sus gemelas Ibicuí, Itajaí y Tieté bajo la fiscalización del entonces vicealmirante Joaquim Marques Lisboa, futuro almirante Tamandaré. 
Botada a fines de 1857 se incorporó a la marina imperial tras las pruebas de rigor en Greenwich en 1858 y el 9 de mayo de ese año partió rumbo a su primera escala en Londres al mando del teniente 1° Nolasco da Cunha en convoy con las restantes de su clase. Tras arribar a su segunda escala en Lisboa, el 17 de mayo participó de una celebración en homenaje a Estefanía de Hohenzollern-Sigmaringen, en su llegada a Portugal para contraer matrimonio con Pedro V de Portugal.
El 14 de junio llegó finalmente a Recife tras 37 días de travesía y el 1 de julio fondeó en Río de Janeiro.
Al producirse la invasión brasileña del Uruguay en 1864, participó del bloqueo de Salto y del sitio y bombardeo de Paysandú.

### Guerra del Paraguay
Tras el estallido de la Guerra del Paraguay, el 30 de abril de 1865 partió de Buenos Aires al mando del teniente 1° Elisiário José Barbosa. La división, al mando del almirante Francisco Manuel Barroso da Silva, Barón de Amazonas, estaba compuesta también por la fragata Amazonas, corbetas Beberibe, Belmonte y Parnahyba y por las cañoneras Araguary, Ipiranga, Iguatemy y Jequitinhonha. 
La escuadra imperial subió el río Paraná a fin de bloquear a la escuadrilla paraguaya en "Tres Bocas", la confluencia de los ríos Paraguay y Paraná.

#### Batalla del Riachuelo
El 10 de junio de 1865, la flota paraguaya estaba anclada en el río Paraguay, cerca de Humaitá.
Al mando del capitán de fragata Pedro Ignacio Mesa, a bordo del buque insignia Tacuarí (José María Martínez), estaba compuesta por los vapores Ygureí al mando del entonces teniente Remigio Del Rosario Cabral Velázquez, segundo de la escuadra, del Marquês de Olinda (teniente Ezequiel Robles), el Paraguarí (teniente José Alonso), Jejuí (teniente Aniceto López), Yporá (Domingo Antonio Ortiz), Salto Oriental (teniente Vicente Alcaraz) e Yberá (teniente Pedro Victorino Gill) y Pirabebe (teniente Tomás Pereira), y tres chatas artilladas.
La escuadra brasileña permanecía cerca de sus adversarios, surta sobre la costa del Chaco en las cercanías de la isla Barranquera. 
La flota paraguaya recibió órdenes de atacarla. Dada la superioridad de las fuerzas brasileñas, la única posibilidad de Mesa residía en la sorpresa. El plan era partir en las primeras horas de la madrugada río abajo con los motores apagados y las calderas encendidas y apenas sobrepasados los buques brasileños, retroceder y abordarlos. Pero desperfectos en la Yberá demoraron la partida hasta las 09:00 de la mañana del día 11 y el avance resultó más lento de los esperado por la necesidad de remolcar las chatas artilladas, por lo que la escuadra arribó a media mañana y fue detectada tempranamente por el Mearim por la escuadra imperial dándoles tiempo de prepararse y calentar calderas.

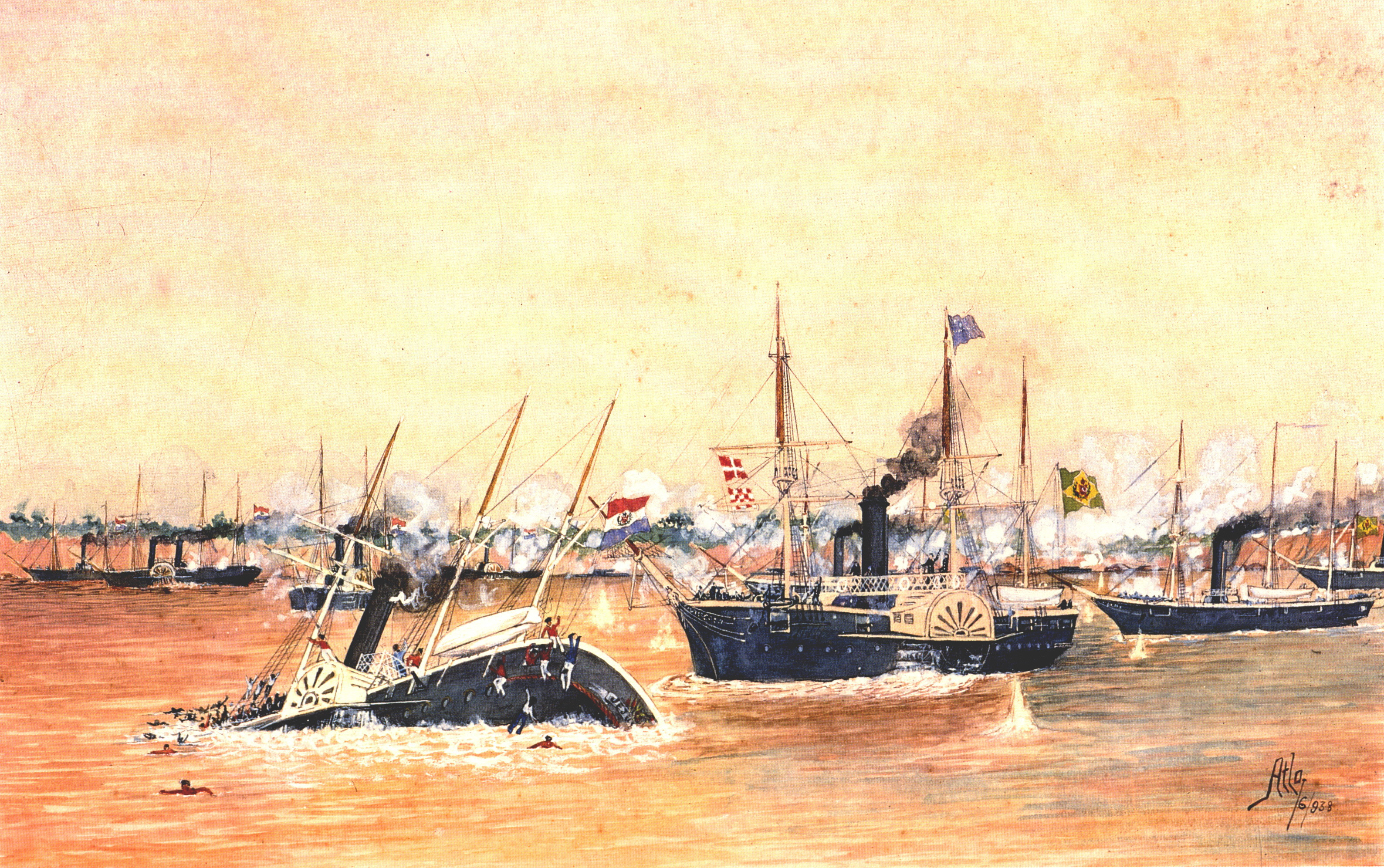
Batalla del Riachuelo

La escuadra brasileña estaba compuesta de dos divisiones con un total de 9 navíos y 1.113 hombres.
Mesa desechó el abordaje y abrió fuego, que fue respondido por la escuadra imperial. En una primera fase de la lucha la situación favoreció a los paraguayos. El Belmonte, el Jeiquitinhonhay el Parnahyba quedaron en situación comprometida e incluso el último de los mencionados llegó a ser abordado y sufrió enormes bajas. Finalmente, la Amazonas despejó la cubierta del Parnahiba, embistió al Paraguarí, sacó seguidamente de combate al Marquês de Olinda, embistió y hundió primero al Jejui y seguidamente a la última chata remolcada por el Salto Oriental, lanzándose luego en persecución del Pirabebé, Yporá e Ygurei que se dirigían ya aguas arriba.
Al observar que el Salto Oriental y el Marquês de Olinda trataban de recuperarse, el Amazonas cambió de rumbo y espoloneó al primero, que comenzó a hundirse rápidamente, y luego al segundo. Decidido ya el combate, partidas de la Amazonas abordaron y rindieron al Marquês de Olinda.
Durante el combate el Mearin sufrió 10 bajas (2 muertos y 8 heridos), un diez por ciento de bajas.

### Acciones posteriores
Participó del combate de Paso de Cuevas, librado el 12 de agosto de 1865, y de otras acciones de ese conflicto.
Ya finalizada la guerra continuó en operaciones. En 1873 transportó al capitán de fragata Tomás Pedro de Bittencourt Cotrim encargado de efectuar estudios para la señalización de las costas del estado de Santa Catarina.